# Merier

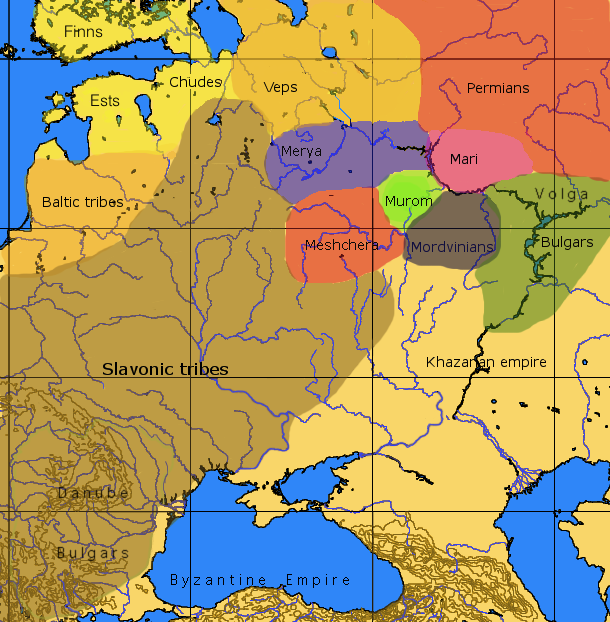
Meriernas bosättningsområde i lila

Merja eller merier var en finsk-ugrisk folkstam i Ryssland under vikingatiden.  Merya nämns i Nestorskrönikan som en av de stammar som gick samman med slaverna, krivitjerna, tjuderna och vepserna och tillkallade Rurik och hans väringar.
De äldsta uppgifterna om merierna härrör från 551. Krönikören Jordanes omnämner dem som Merens i samband med att han räknar upp alla folk som lydde under den gotiske kungen Ermanarik. Mer detaljerat skildras merierna och deras bosättningsområden i Nestorskrönikan, där namnet Merja används och nämns redan i inledningen. 
Enligt Gyula Décsy var merier ett främmande folk som betalade skatt till ryssarna. De hade ett eget språk. Han stöder sig huvudsakligen på Nestorskrönikan. Det framgår att merierna var Rostovs första invånare. Deras härskare var furst Rurik. Enligt samma källa deltog merierna 882 i furst Olegs strider vid Dnepr, och 907 i härtåget mot Konstantinopel. Det är också det sista som skrivs om dem. 
| ”                        | Oleg begav sig ut på krigståg sedan han samlat många krigare: varjager, slaver, merer, vepser, krivitjer och kom med krivitjerna till Smolensk och intog staden. | „ |
| – Nestorskrönikan, s. 29 | |   |

| ”                        | Oleg tågade mot grekerna - han lämnade Igor kvar i Kiev och han tog med sig många varjager och slaver och tjuder och krivitjer och merer... | „ |
| – Nestorskrönikan, s. 34 | |   |

Av Nestorskrönikans beskrivning framgår ganska exakt omfattningen av meriernas dåvarande bosättningsområden "vid Rostovsjön". De har varit muromernas, mariernas och mordvinernas närmaste grannar. Man har ansett att direkt språksläktskap har förelegat mellan merierna och marierna. Inga spår av deras språk har dock bevarats. Andra forskare har ansett att meriernas språk var mera släkt med vepsernas. 